# بافت پوششی مطبق کاذب
بافت پوششی مطبق کاذب نوعی از یافت اپیتلیوم است که دراین نوع اپیتلیوم، تنها یک ردیف سلول بر روی غشای پایه قرار می‌گیرد، ولی به علت کوتاه و بلند بودن سلول‌ها، هسته‌ها در سطوح مختلف دیده شده و چنین به نظر می‌رسد که اپیتلیوم از چند ردیف سلول تشکیل شده‌است.
این بافت در مجاری تنفسی و نیز در دستگاه تناسلی مذکر وجود دارد و در هر دو این موارد، مژکدار است. این مژکها در دستگاه تناسلی ترشحات و سلول‌های جنسی، و در مجاری ریوی، ترشحات حاوی ذرات گرد و خاک و میکروبهای وارد شده را با حرکات منظم خود حرکت می‌دهند.